# ラミントン国立公園
ラミントン国立公園（-こくりつこうえん）はオーストラリア・クイーンズランド州にある国立公園の一つ。ブリスベンから南へ120kmほどの地域にある。1994年にユネスコの世界遺産・オーストラリアのゴンドワナ多雨林群（自然遺産）に拡大登録された。

## 概要
スプリングブルック国立公園などとともにニューサウスウェールズ州のウォーニング山の外輪山の一部である。
1878年、ロバート・コリンズが世界で最初の国立公園であるイエローストーン国立公園が1872年に設立したのを知り、現在のラミントン国立公園がある地域に、国立公園の設立を夢見るようになる。その後、1911年にロメオ・レイヒが活動に加わり、精力的に国立公園の設立を訴えかけた。彼らの活動の結果もあり1915年にラミントン国立公園が設立したが、ロバート・コリンズはその設立を見ることなく1913年に亡くなっている。ラミントンの名前は、当時のクイーンズランド州総督の名前から付けられた。当時の国立公園の面積は18,800haであった。現在は周辺の地域を編入し20,600haである。
ラミントン国立公園は２つの地区、グリーンマウンテン地区及び、ビナ・ブラ地区に分けられ、国立公園内のウォーキングトラックは総延長160kmに及ぶ。

### グリーンマウンテン地区
オライリー一家が、1920年中頃にゲストハウスの建設を国立公園近くで開始し、1926年にオライリーズ・ゲストハウスが完成しオープンした。グリーンマウンテン地区はオライリーズ一家のこの地域の開発の歴史とともに語られ、しばしば「オライリーズ」とも呼ばれる地区である。
ツリー・トップ・ウォークと呼ばれる地上15m（最高30m）の高さにかかっている吊り橋により、亜熱帯雨林の樹冠を目の前で観察することができる。オライリーズ・ゲストハウス前では野鳥の餌付けも行われており、キンショウジョウインコなどに餌を与えることができる。

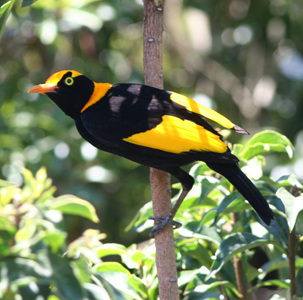
フウチョウモドキ（Regent Bowerbird）

フウチョウモドキがオライリー一家のシンボルとして描かれている。

### ビナ・バラ地区
ビナ・バラ地区に国立公園の設立に関わったロメオ・レイヒ及びアーサー・グルームによって1933年にキャンプサイトがオープンし、その後キャンプサイトを拠点にビナ・バラ・マウンテンロッジが建設、1934年に最初のバンガローができた。1939年までには54人を収容できるビナ・バラ・マウンテンロッジが完成した。現在までにさらに拡張されている。
「ビナ・バラ」はアボリジニの言葉で「ブナの木が生える所（Where the beech tree grow）」を意味する。ここでいう「ブナ」は、この地域にのみ生育するナンキョクブナの一種(Nothofagus moorei)を指す。

## 観光
両地区ともにブッシュウォーキングが主なアクティビティである。
グリーンマウンテン地区、ビナ・バラ地区ともに観光化されており、特にグリーンマウンテン地区のオライリーズ・ゲストハウス周辺へのツアー、アトラクションが数多くある。またオライリーズ・ゲストハウスより4WDバスによって森林内を走るツアーが催されている。
公共交通機関にで行くことはできず、ブリスベンもしくはゴールドコーストからのツアーに参加するか、レンタカーなどの自家用車で訪れるかとなる。同じく世界遺産のオーストラリアゴンドワナ多雨林群に登録されているスプリングブルック国立公園が比較的近いこともあり、両方の国立公園を一日で巡るツアーもある。
グリーンマウンテン地区、ビナ・バラ地区ともにリゾートがあるほか、両地区ともにキャンプサイトもあり宿泊が可能である。

## 自然

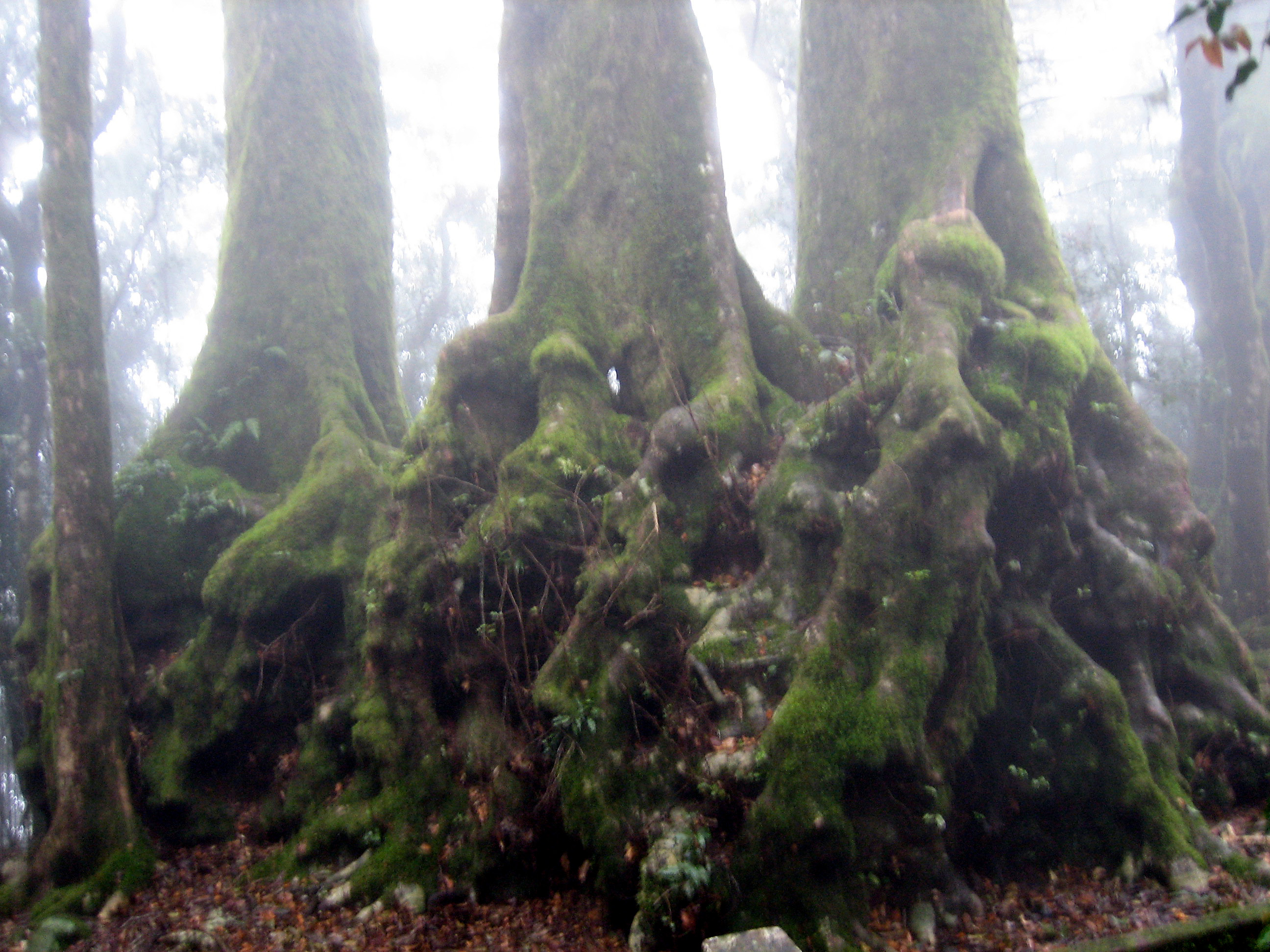
ナンキョクブナ

ゴンドワナ大陸の残存種であるナンキョクブナ（Antarctic beech）がみられる。
宮崎駿監督のアニメ『天空の城ラピュタ』に登場する架空の石である飛行石のモデルになったとされるヒカリキノコバエの幼虫、いわゆる土ボタルがグリーンマウンテン地区のグローワーム谷（Glow worm Gully）で観察することができる。
青色の体色のラミントン・トゲ・ザリガニ（Lamington Spiny Crayfish）の生息地である。ニューサウスウェールズ州側に生息するこの種の体色は白色を帯びている。